# SOS (motorfiets)
SOS is een Engels historisch merk van motorfietsen.
De bedrijfsnaam was: S.O.S. Motors, Hallow, later W. & H. Evers en S.O.S. motorcycles in Birmingham.
De naam SOS kwam van de constructeur Len Vale-Onslow (Super Onslow Special). Nadat de gebroeders Evers het merk overnamen legden zij de naam uit als "So Obviously Superior". De productie in Hallow begon in 1927.
Oorspronkelijk bouwde dit merk motorfietsen met 147- tot 347cc-Villiers- en 490cc-JAP-motoren. Door het gebrek aan gas in Hallow moesten de frames toen nog elektrisch gelast worden. In 1930 werden de laatste modellen met JAP-motoren van 250- en 350 cc gebouwd. Daarna kwamen alle inbouwmotoren van Villiers. In 1932 namen de gebroeders Evers het bedrijf over en verhuisden het naar Birmingham. De eerste 148- en 172cc-Villiers-modellen met waterkoeling verschenen. In 1933 werd Tommy Meeten (Meetens Motor Mecca) de nieuwe eigenaar van het bedrijf. In 1934 werd de modellenlijn uitgebreid en leverde men modellen van 172- tot 346 cc inclusief een "All Weather"-model met brede spatborden en beenschilden. Er was ook een 172cc-Speedway-model met de Villiers "Brooklands" motor.
In 1939, bij het uitbreken van de Tweede Wereldoorlog, werd de productie beëindigd en het merk kwam na de oorlog niet meer terug.